# Oleg Proshak
Oleg Proshak, né le 6 novembre 1983 est un haltérophile ukrainien.

## Palmarès

### Championnats du monde
- 2011 à Paris
  - 7e en plus de 105 kg avec un total de 415 kg.

### Championnats d'Europe
- 2015 à Tbilissi
  -  Médaille d'or en plus de 105 kg. Disqualifié